# Brody
Brody (în ucraineană Броди, transliterat: Brodî) este orașul raional de reședință al raionului Brodî din regiunea Liov, Ucraina.

## Istoric
În timpul imperiului austro-ungar ponderea evreilor era de aproximativ 80% din populația orașului.

## Demografie
Componența lingvistică a orașului Brodî
     Ucraineană (96,12%)
     Rusă (3,63%)
     Alte limbi (0,15%)
Conform recensământului din 2001, majoritatea populației orașului Brodî era vorbitoare de ucraineană (96,12%), existând în minoritate și vorbitori de rusă (3,63%).

## Personalități
- Samuel Pineles (1843–1928), activist social, filantrop, care s-a stabilit la Galați;
- Eugenio Zolli (1881–1956), mare rabin al Romei;
- Joseph Roth (1894–1939), scriitor austriac, cunoscut mai ales pentru romanul „Marșul Radetzky”;
- Iuliu Barasch (1815–1863), intelectual evreu, animator al vieții culturale din România.